# Ibn Zaidun
Abu l-Walid Ahmad ibn Zaidun al-Machzumi (arabisch أبو الوليد أحمد بن زيدون المخزومي, DMG Abū l-Walīd Aḥmad b. Zaidūn al-Maḫzūmī; * 1003 in Córdoba; † 1071), kurz Ibn Zaidun (ابن زيدون), war ein arabischer Dichter in al-Andalus.

## Leben
Ibn Zaidun entstammte einer Familie, die ihre Herkunft auf die Quraisch von Mekka zurückführte. Bekanntheit als Dichter gewann er unter den Dschahwariden in Córdoba. Durch die unglückliche Liebe zu der umayyadischen Prinzessin Wallada geriet er in den Konflikt mit dem Wesir Ibn Abdus und wurde inhaftiert. Die Liebesgedichte aus dem Gefängnis erlangten große Berühmtheit, auch wenn sich die Prinzessin für den Konkurrenten von Ibn Zaidun entschied.
Nach der Flucht aus Córdoba, Rückkehr und neuer Ungnade wurde er von dem Abbadiden al-Mutamid nach Sevilla gerufen und zum Wesir ernannt. Mit seinen Verbindungen nach Córdoba soll er die Unterwerfung der Stadt durch die Abbadiden unterstützt haben. Allerdings konnte er auch am Hof keine Ruhe finden, da er nach einer Intrige von Ibn Ammar von al-Mutamid erneut in die Verbannung geschickt wurde, wo er auch starb.